# Peroxidação dos lípidos
A peroxidação lipídica  diz respeito à degradação oxidativa dos lípidos. É o processo através do qual os radicais livres capturam elétrons dos lípidos nas membranas celulares. Este processo é iniciado por um mecanismo de reação em cadeia de um radical livre. Na maioria dos casos afecta os ácidos graxos poli-insaturados, porque contêm múltiplas duplas ligações entre as quais se encontram os grupos metileno (-CH2-) que possuem hidrogénios particularmente reativos. Tal como outras reações com radicais, esta consiste em três passos fundamentais: iniciação, propagação e terminação.